# Baba Is You
Baba Is You è un Videogioco rompicapo creato dal programmatore indie finlandese Arvi Teikari, uscito il 13 Marzo 2019 su Microsoft Windows e Nintendo Switch.
Il gioco si basa sull'alterazione delle proprietà degli elementi presenti in ogni livello organizzando dei blocchi con parole in modo che formino le "regole" seguite dagli oggetti.

## Modalità di gioco
Baba Is You è composto da una serie di livelli disposti su una mappa. Ciascun livello contiene un certo numero di oggetti, come rocce, mura e bandiere, e di blocchi con sopra delle parole che, disposti in determinate combinazioni (chiamate "regole" nel gioco), influenzano le proprietà degli oggetti, ad esempio trasformandoli in ostacoli invalicabili o pericoli che distruggono il giocatore se toccati. Una regola sempre presente in ogni livello è la regola "(oggetto) Is You", che permette al giocatore di controllare l'oggetto assegnato a questa regola con le quattro frecce direzionali: questo oggetto nella maggior parte dei livelli è Baba, una non meglio definita creatura quadrupede di colore bianco che funge da mascotte e protagonista del gioco. L'obiettivo di ogni livello è di manipolare l'ambiente, creando e scomponendo le regole per raggiungere un oggetto che sia influenzato dalla regola "(oggetto) Is Win", che termina il livello considerandolo risolto se toccato da un oggetto controllato dal giocatore.
Una regola è composta da tre o più blocchi contenenti ciascuno una parola, che si dividono in tre tipi: il primo riporta il nome dell'oggetto (come "Baba", "Rock", "Flag"), il secondo tipo contiene una congiunzione o verbo (come "is", "and", "on" o "not"), e il terzo tipo riporta la proprietà che viene applicata all'oggetto della regola (come "You", "Push", "Defeat", "Stop"). Le regole possono essere manipolate usando combinazioni di congiunzioni secondo l'Algebra di Boole, invertendo o combinando tra loro le varie condizioni entro le quali le regole influenzano gli oggetti.
I primi livelli del gioco sono auto-contenuti, ma man mano che si avanza si iniziano ad incontrare livelli che richiedono applicazione di pensiero laterale per essere raggiunti, creando regole che influenzano elementi al di fuori del livello in modo da sbloccare nuove interazioni con la mappa.
Una modalità addizionale chiamata "Baba Make Level" è stata rilasciata con la versione completa del gioco, che permette agli utenti di creare dei propri livelli personalizzati e caricarli online, dove possono essere scaricati e giocati da altri giocatori.